# Vasikkamaa (ö, lat 60,75, long 21,33)
Vasikkamaa med Isokari är en ö i Finland. Den ligger i Skärgårdshavet eller Bottenhavet och i kommunen Nystad i landskapet Egentliga Finland, i den sydvästra delen av landet. Ön ligger omkring 60 kilometer nordväst om Åbo och omkring 210 kilometer väster om Helsingfors.
Öns area är 21,6 hektar och dess största längd är 0,9 kilometer i nord-sydlig riktning.

## Sammansmälta delöar
- Vasikkamaa 60°44′59″N 21°19′53″Ö / 60.74968°N 21.33126°Ö
- Isokari 60°44′51″N 21°20′02″Ö / 60.74745°N 21.33391°Ö